# Phylloxylon arenicola
Phylloxylon arenicola é uma espécie vegetal da família Fabaceae.
Apenas pode ser encontrada no Madagáscar.